# Rajon Gurjewsk (Kaliningrad)
Der Rajon Gurjewsk ist eine Verwaltungseinheit in der russischen Oblast Kaliningrad. Er befindet sich rund um die Gebietshauptstadt Kaliningrad, das ehemalige Königsberg.
Seit 2013 besteht der Rajon nur noch administrativ-territorial und wird mit Administrativer Rajon Gurjewsk (russisch Гурьевский административный район) bezeichnet. Die kommunale Selbstverwaltung wird als Munizipalkreis organisiert, dessen Verwaltungssitz die Stadt Gurjewsk (Neuhausen) ist.
Im Norden erreicht der Rajon das Kurische Haff, im Südwesten das Frische Haff. Der Rajon bildet die nordöstliche, östliche und südliche Umgebung der Stadt Kaliningrad. Durch das Rajonsgebiet verlaufen aufgrund der Nähe zur Gebietshauptstadt viele wichtige Verkehrsverbindungen der Oblast. Zum Rajon gehört auch der Großteil des russischen Anteils an der Wasserfläche des Frischen Haffs, ohne die Primorsker Bucht (Fischhausener Wiek) und ohne die Pregelmündung.

## Kommunale Selbstverwaltung
Auf dem Territorium des Rajons Gurjewsk besteht die kommunale Selbstverwaltungseinheit Munizipalkreis Gurjewsk (ru. Гурьевский муниципальный округ, Gurjewski munizipalny okrug) mit der Stadt Gurjewsk und den weiteren auf dem Territorium des Rajons befindlichen Siedlungen (ru. possjolok). Diese sind administrativ in Außenbezirke (ru. rajon) eingeteilt sind, welche territorial den bis 2013 bestehenden Landgemeinden entsprechen.

## Geschichte

### Name und Territorium
Der Rajon Gurjewsk wurde am 7. April 1946 in der Nachfolge des bis in das Jahr 1939 bestehenden Landkreises Königsberg als Kjonigsbergski Rajon gegründet. Am 7. September 1946 bekam er seinen heutigen Namen.
Am 25. Juli 1947 wurden aus dem Rajon Polessk der Bereich des Dorfsowjets Dobrinski (Nautzken) übernommen sowie der südlich des Pregels gelegene Rajonteil an den neu gegründeten Rajon Kaliningrad abgegeben. Im Jahr 1965 wurde dieser Bereich in veränderter Form wieder an den Rajon Gurjewsk angeschlossen. Als Kuriosität entstand dabei durch eine widersprüchliche Gesetzeslage der "Otwaschnojer Zipfel", der einerseits zum Rajon Gurjewsk gerechnet wurde, andererseits aber zum Dorfsowjet bzw. Dorfbezirk Niwenski im Rajon Bagrationowsk gehörte. Nach der Verwaltungsreform im Jahr 2008 wurde dieser Gebietsstreifen zunächst der Landgemeinde Nowomoskowskoje im Rajon Gurjewsk zugeordnet, im Jahr 2010 dann aber der Landgemeinde Niwenskoje im Rajon Bagrationowsk. Ebenfalls noch im Jahr 1965 wurde der Ort Pribreschny aus dem Rajon ausgegliedert und als Arbeitersiedlung unter die Verwaltung der Stadt Kaliningrad gestellt.
Am 12. Dezember 1962 bzw. am 1. Februar 1963 wurden die ländlichen Gebiete des Rajons Primorsk (seit 1965 Rajon Selenogradsk) an den Rajon Gurjewsk angeschlossen. Diese Maßnahme wurde am 12. Januar 1965 wieder rückgängig gemacht. Möglicherweise in diesem Zusammenhang kam es zu einem Gebietstausch, bei dem der südliche Teil des ehemals primorsker, westlich von Kaliningrad gelegenen Dorfsowjets Logwinski als Dorfsowjet Wolotschajewski eingegliedert wurde, während der nördliche Teil des am Kurischem Haff gelegenen Dorfsowjets Chrabrowski an den Rajon Selenogradsk abgegeben wurde. Dabei reichte das hinzufügte Gebiet vom Frischen Haff bis etwa zur Bahnstrecke Kaliningrad–Baltijsk. Etwa 1975 wurden dort noch weitere Orte aus dem Rajon Selenogradsk übernommen und in den Dorfsowjet Wolotschajewski eingegliedert. Der Dorfsowjet Wolotschajewski kam dann 1991 unter die Verwaltung der Stadt Swetly.

### Verwaltung
Verwaltet wurde der Rajon ab Mai 1946 zunächst von der Verwaltung für zivile Angelegenheiten (ru. Управление по гражданским делам, Uprawlenie po graschdanski delam). Als Verwaltungssitz des Rajons war die Stadt Gurjewsk (bis zum 7. September 1946 amtlich Noichausen) gedacht. Da sich dort das Militär einquartiert hatte, musste die Rajonverwaltung aber in das drei Kilometer nördlich gelegene Knöppelsdorf (ru. später Rasswet) ausweichen. Im Jahr 1947 zog die Rajonverwaltung dann nach Lauth (ru. Issakowo) um. Am 12. Juni 1947 wurde zur Verwaltung des Rajons das Exekutivkomitee des Gurjewsker Rajonsowjets der Abgeordneten der Werktätigen ernannt (ru. Исполнительный комитет Гурьевского районного Совета депутатов трудящихся, Ispolnitelny komitet Gurjewskowo rajonowo Soweta deputatow trudjaschtschichsja; kurz: Гурьевский Райисполком, Gurjewski Rajispolkom).
Am 9. Februar 1953 wurde der Rajonsitz auch offiziell in die Siedlung Issakowo verlegt. Am 1. Februar 1960 wechselte der Rajonsitz dann (wieder) nach Gurjewsk. Im Jahr 1977 wurde im Namen der Rajonverwaltung der Begriff „der Abgeordneten der Werktätigen“ durch „der Volksabgeordneten“ ersetzt (ru. народных депутатов, narodnych deputatow). Nach dem Zerfall der Sowjetunion wurde im Jahr 1991 das Verwaltungsorgan in Administration des Rajons Gurjewsk umbenannt (ru. Администрация Гурьевского района, Administrazija Gurjewskowo rajona).
Im Jahr 2000 wurde auf dem Territorium des Rajons Gurjewsk die (gleichnamige) kommunale Selbstverwaltungseinheit Rajon Gurjewsk eingerichtet. Im Jahr 2004 bekam diese Verwaltungseinheit den Status eines Stadtkreises (ru. Гурьевский городской округ, Gurjewski gorodskoi okrug). Der Stadtkreis Gurjewsk wurde von der Gerichtsbarkeit jedoch verworfen. Daraufhin bekam die Verwaltungseinheit im Jahr 2008 den Status eines "munizipalen" Rajons und wurde mit Munizipaler Rajon Gurjewsk (ru. Гурьевский муниципальный район, Gurjewski munizipalny rajon) bezeichnet; darin wurde die kommunale Selbstverwaltung auf die lokale Ebene ausgeweitet und die bestehenden neun Dorfbezirke in sieben Landgemeinden umgewandelt. Im Jahr 2013 bekam die Verwaltungseinheit wieder den Status eines Stadtkreises. Im Jahr 2022 wurde der Stadtkreis in einen Munizipalkreis umgewandelt.

### Dorfsowjets/Dorfbezirke 1947–2008
| Name              | Verwaltungssitz                                | deutscher Name        | Bemerkungen                                                                                    |
| ----------------- | ---------------------------------------------- | --------------------- | ---------------------------------------------------------------------------------------------- |
| Bolscheissakowski | Bolschoje Issakowo                             | Lauth                 | seit 1954, vorher Saosjorski                                                                   |
| Chrabrowski       | Matrossowo                                     | Uggehnen              | seit 1958, Zusammenlegung von Matrossowski und Nowoselski                                      |
| Dobrinski         | Dobrino                                        | Nautzken              |                                                                                                |
| Jaroslawski       | Jaroslawskoje                                  | Schönwalde            | bis 1954, dann zu Kosmodemjanski                                                               |
| Kaschirski        | Kaschirskoje                                   | Schaaksvitte          | bis 1954, dann zusammen mit Saliwenski als Marschalski                                         |
| Kosmodemjanski    | Kosmodemjanskoje seit vor 1968: Konstantinowka | Powarben Konradswalde |                                                                                                |
| Kutusowski        | Newskoje                                       | Kummerau              | seit 1950, aus Teilen von Matrossowski und Saosjorski                                          |
| Lugowskoi         | Lugowoje                                       | Gutenfeld             | seit 1965, vorher im Rajon Bagrationowsk                                                       |
| Marschalski       | Marschalskoje                                  | Gallgarben            | seit 1954, Zusammenlegung von Kaschirski und Saliwenski                                        |
| Matrossowski      | Matrossowo                                     | Uggehnen              | bis 1958, dann zusammen mit Nowoselski als Chrabrowski                                         |
| Nisowski          | Nisowje                                        | Waldau                |                                                                                                |
| Nowomoskowski     | Schosseinoje                                   | Kalgen                | seit 1965, Zusammenlegung von Uschakowski und Zwetkowski aus dem Rajon Bagrationowsk           |
| Nowoselski        | Nowoselskoje                                   | Willkeim              | bis 1958, dann zusammen mit Matrossowski als Chrabrowski                                       |
| Saliwenski        | Saliwnoje                                      | Postnicken            | bis 1954, dann zusammen mit Kaschirski als Marschalski                                         |
| Saosjorski        | Saosjorje                                      | Lapsau                | bis 1954, dann Bolscheissakowski                                                               |
| Wolotschajewski   | Wolotschajewskoje                              | Marschenen            | seit 1963, vorher Teil von Logwinski im Rajon Primorsk, ab 1991 von der Stadt Swetly verwaltet |

Von 1963 bis 1965 gehörten auch die Dorfsowjets Muromski, Pereslawski, Powarowski, Schatrowski und Wischnjowski aus dem Rajon Primorsk (Rajon Selenogradsk) zum Rajon Gurjewsk.

### Gemeinden 2008–2013

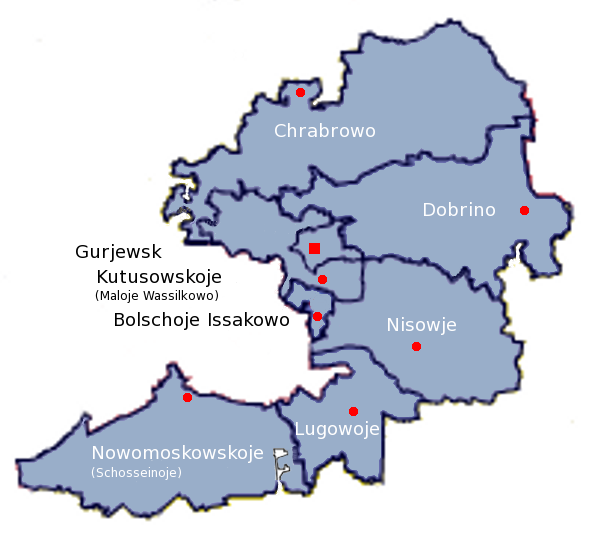
Verwaltungseinteilung des Rajons Gurjewsk 2008–2013

| Name                 | Verwaltungssitz    | deutscher Name | Anzahl der Orte |
| -------------------- | ------------------ | -------------- | --------------- |
| Städtische Gemeinde: |                    |                |                 |
| Gurjewskoje          | Gurjewsk           | Neuhausen      | 1               |
| Landgemeinden:       |                    |                |                 |
| Bolscheissakowskoje  | Bolschoje Issakowo | Lauth          | 3               |
| Chrabrowskoje        | Chrabrowo          | Powunden       | 38              |
| Dobrinskoje          | Dobrino            | Nautzken       | 36              |
| Kutusowskoje         | Maloje Wassilkowo  | Neudamm        | 13              |
| Lugowskoje           | Lugowoje           | Gutenfeld      | 8               |
| Nisowskoje           | Nisowje            | Waldau         | 30              |
| Nowomoskowskoje      | Schosseinoje       | Kalgen         | 18              |

### Einwohnerentwicklung
| Jahr | Einwohner | Bemerkungen                                                                                  |
| ---- | --------- | -------------------------------------------------------------------------------------------- |
| 1959 | 020.985   | Bezogen auf den Gebietsbestand von 1960. Umgerechnet auf den Gebietsbestand ab 1965: 30,3 T. |
| 1970 | 032.337   |                                                                                              |
| 1979 | 035.203   |                                                                                              |
| 1989 | 039.148   |                                                                                              |
| 2002 | 047.330   | Bei einem seit 1991 etwas verkleinerten Gebietsbestand.                                      |
| 2010 | 052.988   |                                                                                              |
| 2021 | 103.416   |                                                                                              |

### Funktionsträger

#### Parteisekretäre der WKP(B)/KPdSU 1947–1991
- 1947–1949: Fjodor Stepanowitsch Warywdin (Фёдору Степанович Варывдин)
- 1949–1950: Alexandr Afanassjewitsch Michailow (Александр Афанасьевич Михайлов)
- 1950–1952: Alexandr Kusmitsch Beloglaskin (Александр Кузьмич Белоглазкин)
- 1952–1955: Iwan Michailowitsch Mitrofanow (Иван Михайлович Митрофанов)
- 1955: Jakob Michailowitsch Muraschkin (Яков Михайлович Мурашкин)
- 1955–1959: Iwan Alexandrowitsch Anziferow (Иван Александрович Анциферов)
- 1959–1962: Georgi Mironowitsch Lebedew (Георгий Миронович Лебедев)
- 1963–1968: Fjodor Michailowitsch Fedossejew (Фёдор Михайлович Федосеев)
- 1968–1972: Anatoli Petrowitsch Lissow (Анатолий Петрович Лисов)
- 1972–1985: Alexandr Iwanowitsch Moskwin (Александр Иванович Москвин)
- 1985–1990: Sergei Michailowitsch Jelissejew (Сергей Михайлович Елисеев)
- 1990–1991: Natalja Wassiljewna Tokarewa (Наталья Васильевна Токарева)

#### Vorsitzende
- 1946–1947: I. Ja Senjukow (И. Я. Сенюков)
- 1947: M. P. Bardejew (М. П. Бардеев)
- 1947–1949: M. W. Rotikow (М. В. Ротиков)
- 1949–1950: M. Ja. Suchanow (М. Я. Суханов)
- 1950–1952: W. I. Tschunin (В. И. Чунин)
- 1952–1954: I. A. Issaikin (И. А. Исайкин)
- 1954–1957: P. S. Gritschukow (П. С. Гричуков)
- 1957–1960: N. I. Romanow (Н. И. Романов)
- 1960–1964: W. Ju. Maskat (В. Ю. Маскат)
- 1964–1971: M. N. Alpejew (М. Н. Алпеев)
- 1971–1972: Alexandr Iwanowitsch Moskwin (Александр Иванович Москвин)
- 1972–1974: Ju. N. Semjonow (Ю. Н. Семёнов)
- 1974–1979: Wiktor Iwanowitsch Reuzki (Виктор Иванович Реуцкий)
- 1979–1981: O. D. Issakow (О. Д. Исаков)
- 1981–1985: Wiktor Iwanowitsch Reuzki (Виктор Иванович Реуцкий)
- 1985–1990: W. G. Schurawlew (В. Г. Журавлев)
- 1990–2000: Witali Wladimirowitsch Lednik (Виталий Владимирович Ледник)
- 2000–2004: Anatoli Dmitrijewitsch Neretin (Анатолий Дмитриевич Неретин)
- 2004–2009: Juri Wjatscheslawowitsch Juchtenko (Юрий Вячеславович Юхтенко)
- 2009–2014: Sergei Sergejewitsch Podolski (Сергей Сергеевич Подольский)
- 2014–2016: Sergei Alexandrowitsch Kulikow (Сергей Александрович Куликов)
- seit 2016: Alexei Leonidowitsch Kurilow (Алексей Леонидович Курилов)

#### Verwaltungschefs
- seit 2014: Sergei Sergejewitsch Podolski (Сергей Сергеевич Подольский)